# Moskwicz 2733/2734
Moskwicz 2733 i 2734 – samochody dostawcze z nadwoziem furgon produkowane przez radzieckie zakłady AZLK (Moskwicz) w latach 1976 – 1981, odmiana pochodna samochodów osobowych 2138/2140. Samochody różniły się silnikiem; podstawowym modelem był 2734 z silnikiem 1,5 l.

## Historia i opis modelu
Samochody Moskwicz 2733 i 2734 były ostatnimi modelami dostawczych furgonów marki Moskwicz. Stanowiły modernizację poprzedniej rodziny furgonów, Moskwicz 433/434, na wzór przeprowadzonej w 1975 roku modernizacji samochodów osobowych Moskwicz 408 i 412, która doprowadziła do powstania samochodów osobowych Moskwicz 2140/2138. 
Samochód Moskwicz 2734 stanowił dostawczy odpowiednik osobowego Moskwicza 2140, napędzanego silnikiem o pojemności 1478 cm³ i mocy 75 KM, a wersja Moskwicz 2733 odpowiadała osobowemu Moskwiczowi 2138, ze starym, słabszym silnikiem 1358 cm³ (podawane także jako 1360 cm³) o mocy 50 KM produkcji AZLK. Podstawowym produkowanym modelem był Moskwicz 2734, natomiast wydane były warunki techniczne na wariant 2733, który mógł być produkowany w razie niewystarczających dostaw mocniejszym silników, produkowanych  przez zewnętrzne zakłady UZAM w Ufie (nie jest jasne z publikacji, czy model 2733 był rzeczywiście produkowany). Oznaczenia rozpoczynające się od 27 oznaczały według nowego systemu samochody dostawcze o takiej pojemności silnika.
W stosunku do późnych modeli 433/434, zmiany nadwozia dotknęły przede wszystkim przedniego pasa, w którym zamieniono chromowaną atrapę chłodnicy i chromowane obramowania reflektorów przez kratę z czarnego plastiku, zgodnie z ówczesną modą. Ponadto, samochód otrzymał bezpieczniejsze dla pieszych wpuszczone (kasetowe) klamki drzwi, zmodernizowane wnętrze i deskę rozdzielczą oraz, w niewielkim stopniu, część podzespołów mechanicznych. Tył nadwozia natomiast nie zmienił się zasadniczo w stosunku do poprzedniego modelu, z uwagi na zachowanie pionowych lamp zespolonych, po bokach klapy. Nadal były mocno zaakcentowane, wywodzące się ze stylistyki lat 60. "płetwy" nad błotnikami tylnymi, na których końcu znajdowały się pionowe lampy zachowane z pierwotnego Moskwicza 408 (analogicznie, jak w zmodernizowanym modelu kombi Moskwicz 2136/2137). Podobnie, jak w poprzednim modelu furgonu, dach nie był podwyższony, a zamiast okien bocznych przedziału bagażowego były na całą jego długość ozdobne panele ze żłobkowanej (w przebiegu poziomym) blachy. Ulepszeniu w ślad za sedanem podlegały podzespoły mechaniczne - zastosowano m.in. hamulce tarczowe ze wspomaganiem. Płynność ruchu polepszyła się dzięki zastosowaniu opon M-154 od WAZ-2102, zamiast poprzednich M-100.
Moskwicz 2734 zastąpił poprzedni model w produkcji między styczniem a marcem 1976. Wkrótce jednak zaprzestano ich masowej produkcji (według niektórych publikacji, w 1981), gdyż bardziej praktyczny i chętnej kupowany okazał się furgon IŻ 2715, z wyższym dachem, produkowany na bazie konstrukcji Moskwicza 412 przez zakłady Iżmasz. Furgony w ZSRR nie były sprzedawane dla prywatnych odbiorców, lecz jedynie dla gospodarki narodowej (państwowe przedsiębiorstwa, sklepy, usługi, organizacje itp.), a od 1975 do 1986 roku istniał zakaz rejestrowania takich samochodów prywatnych. W stosunku do IŻ 2715, Moskwicz miał mimo to pewne zalety, jak nowocześniejszą konstrukcję, lepsze warunki przewożenia niektórych produktów dzięki bardziej hermetycznemu przedziałowi bagażowemu i większej płynności jazdy, oraz mniejsze zużycie paliwa dzięki lepszej aerodynamice. Spadający popyt spowodował, że zakłady AZLK produkowały większe liczby cieszących się uznaniem wśród użytkowników prywatnych samochodów kombi, kosztem furgonów. W latach 80. furgony oficjalnie nie były wycofane z programu produkcyjnego, lecz produkowano jedynie ich niewielkie partie, częściowo dla potrzeb wewnątrzzakładowych. Dopiero w 1986 zdemontowano linię do spawania ich nadwozi, w związku z przygotowaniami do produkcji samochodu Moskwicz 2141. 

## Odmiany
- M-2733 - standardowy model z silnikiem 1,4 l (od 1981: M-273306)
- M-273307 - model z silnikiem 1,4 l na eksport do krajów  z ciepłym klimatem
- M-2734 - standardowy model z silnikiem 1,5 l
- M-27342 - model eksportowy z silnikiem 1,5 l dla ruchu lewostronnego
- M-273407 - model z silnikiem 1,5 l na eksport do krajów  z ciepłym klimatem
- M-273427 - model z silnikiem 1,5 l na eksport do krajów  z ciepłym klimatem dla ruchu lewostronnego
- M-27344 - nieseryjny pick-up dla transportu wewnątrzzakładowego w zakładach Moskwicz
- M-2734 pick-up - nieseryjne pick-upy przebudowywane z inicjatywy brytyjskiego importera Satra Motors

Źródło: